# 东南半岛 (苏拉威西岛)
东南半岛（印尼语：Semenanjung Tenggara）是印度尼西亚苏拉威西岛东南部的一个半岛，位于波尼湾和托罗湾之间，行政上几乎全由东南苏拉威西省管理。半岛顶端有几个岛屿：穆纳岛、布顿岛、卡巴那岛、沃沃尼岛等。